# Ellsworth (Minnesota)
Ellsworth es una ciudad ubicada en el condado de Nobles en el estado estadounidense de Minnesota. En el Censo de 2010 tenía una población de 463 habitantes y una densidad poblacional de 284,66 personas por km².

## Geografía
Ellsworth se encuentra ubicada en las coordenadas 43°31′13″N 96°1′6″O / 43.52028, -96.01833. Según la Oficina del Censo de los Estados Unidos, Ellsworth tiene una superficie total de 1.63 km², de la cual 1.63 km² corresponden a tierra firme y (0%) 0 km² es agua.

## Demografía
Según el censo de 2010, había 463 personas residiendo en Ellsworth. La densidad de población era de 284,66 hab./km². De los 463 habitantes, Ellsworth estaba compuesto por el 97.62% blancos, el 0.43% eran afroamericanos, el 0.43% eran amerindios, el 0% eran asiáticos, el 0% eran isleños del Pacífico, el 0.43% eran de otras razas y el 1.08% pertenecían a dos o más razas. Del total de la población el 3.02% eran hispanos o latinos de cualquier raza.